# Mussenalu, Honnali
Mussenalu là một làng thuộc tehsil Honnali, huyện Davanagere, bang Karnataka, Ấn Độ.